# 파울 바두라스코다

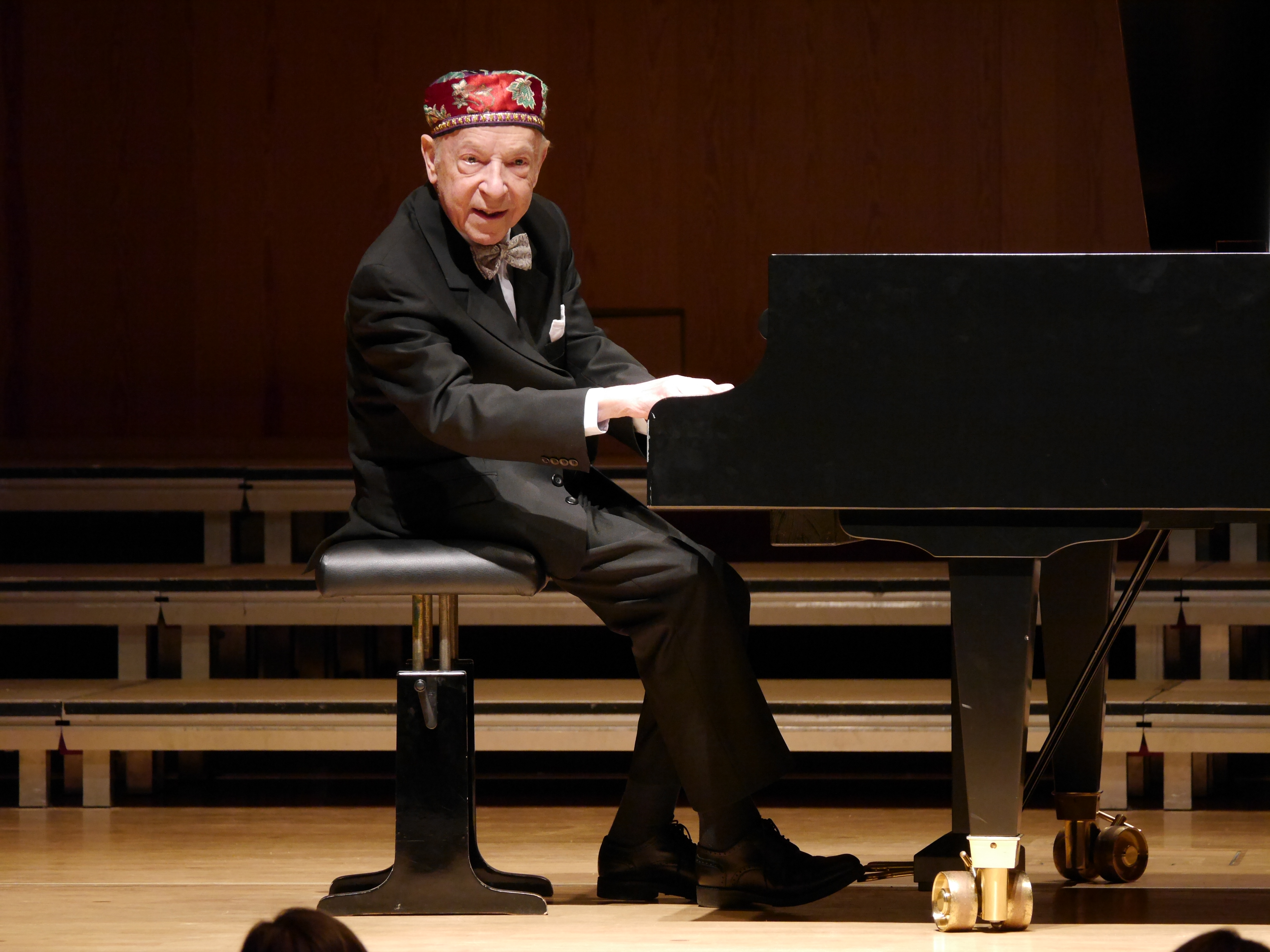

파울 바두라스코다(Paul Badura-Skoda, 1927년 10월 6일 ~ 2019년 9월 25일)는 오스트리아의 피아니스트, 작가이자 음악학자(musicologist)이다.
데무스, 굴다와 함께 빈의 삼총사로 불리고 있다. 1948년, 빈 국립음악원의 전공과인 피아노과와 지휘과를 졸업, 오스트리아의 피아노 콩쿠르에서 우승하였다. 에트빈 피셔에게 배웠으며, 그 조수직도 맡아 했다. 초기에는 매우 로맨틱하고 섬세한 명연주를 들려 주었으나, 나중에는 학구적인 느낌이 풍부한 연주를 하였다. 명연주는 바릴리 현악 4중주단의 연주자들과의 합주에 의한 슈베르트의 피아노 5중주곡 <송어>, 독주 분야에서는 슈베르트의 환상곡 <방랑자>와 <악흥(樂興)의 시> 등이 있다.